# Vilho Niittymaa
Vilho Niittymaa   (Yläne, 19 d'agost de 1896 - Hèlsinki, 29 de juny de 1979) va ser un atleta finlandès, especialista en el llançament de disc. que va competir durant la dècada de 1920.
El 1924 va prendre part en els Jocs Olímpics de París, on guanyà la medalla de plata en la prova del llançament de disc del programa d'atletisme.

## Millors marques
- llançament de disc. 46m 95cm (1924)[1][2]